# Anonymus post Dionem
Als Anonymus post Dionem, auch Continuator Dionis genannt, wird ein namentlich nicht bekannter spätantiker Geschichtsschreiber bezeichnet, der das Geschichtswerk des Cassius Dio bis in die Zeit Konstantins des Großen weiterführte.
Von dem Werk sind nur 15 Fragmente aus byzantinischer Zeit erhalten, die die Zeit von Valerian bis Konstantin behandeln. Diese Fragmente werden oft mit dem ebenfalls nur fragmentarisch erhaltenen Geschichtswerk des Petros Patrikios in Verbindung gebracht, der als Autor in Frage kommt; zumindest wird der Anonymus die Historien des Petros benutzt haben. Von Warren Treadgold wurde als Autor auch Helikonios von Byzanz in Erwägung gezogen, was aber eher fraglich ist.

## Ausgaben und Übersetzungen
- Carl Müller (Hrsg.): Fragmenta Historicorum Graecorum. Bd. 4. Paris 1868, S. 192–199.
- Thomas M. Banchich: The Lost History of Peter the Patrician. Routledge, New York 2015. [englische Übersetzung der historischen Fragmente des Petros Patrikios]